# Calzone di San Leonardo
Il Calzone di San Leonardo è un tipico dolce natalizio della tradizione pugliese e in particolare del comune di Molfetta in Provincia di Bari.

## Nome
Il nome di questi dolci prende origine dall'usanza di prepararli in occasione della ricorrenza della festa di san Leonardo (6 novembre), sebbene nel tempo sia diventato uso comune consumarli durante le festività natalizie.

## Descrizione
I calzoncicchi o calzoni di San Leonardo presentano solitamente una sfoglia di pasta esterna friabile modellata a forma di mezzaluna ripiena di un impasto a base di mosto cotto e fichi secchi. Al fine di evitare problemi in cottura, si esegue una foratura sulla "pancia" del calzone utilizzando i quattro rebbi di una forchetta; durante la cottura in forno una piccola porzione del mosto fuoriesce da questi piccoli fori, determinando la formazione di quattro piccole caratteristiche macchie brune.

## Preparazione
Il ripieno di questi dolcetti è preparato cuocendo in un tegame fichi secchi a pezzetti, zucchero, scorza di limone, cannella e chiodi di garofano nella ricetta di base, a cui a seconda delle usanze di ciascun paese possono essere aggiunte anche mandorle, cioccolata o altre spezie; a questo impasto di base viene aggiunto del mosto cotto o vincotto di fichi fino a far raggiungere all'impasto la consistenza di una melassa. La pasta esterna è ottenuta impastando farina, olio e poco zucchero, stesa in una sfoglia molto sottile e tagliata in dischi di circa 10 cm di diametro. Come per i calzoni salati, il ripieno si posiziona al centro del disco di pasta che viene ripiegata su sé stessa a formare una mezzaluna, sigillando bene i bordi e forandone la sommità con una forchetta al fine di scongiurare le bolle d'aria. La cottura avviene in forno.